# 伊什特拉蔡姆
伊什特拉蔡姆（法語：Ichtratzheim，发音：[iʃtʁat͡saim] 或 [içtʁat͡saim]）是法国下莱茵省的一个市镇，属于塞莱斯塔-埃尔什泰因区（Sélestat-Erstein）和埃尔什泰因县（Erstein）。该市镇总面积3.09平方公里，2009年时的人口为306人。

## 人口
伊什特拉蔡姆人口变化图示